# 5315 Balʹmont
5315 Balʹmont este un asteroid din centura principală de asteroizi.

## Descriere
5315 Balʹmont este un asteroid din centura principală de asteroizi. A fost descoperit pe 16 septembrie 1982 la Observatorul astrofizic din Crimeea de Liudmila Cernîh. El prezintă o orbită caracterizată de o semiaxă mare de 2,26 ua, o excentricitate de 0,20 și o înclinație de 6,2° în raport cu ecliptica.